# Антчак, Якуб
Я́куб А́нтчак (пол. Jakub Antczak; 29 апреля 2004, Вроцлав) — польский футболист, полузащитник клуба «Лех», выступающий на правах аренды за клуб «Одра».

## Клубная карьера
Якуб Антчак является воспитанником футбольной академии из своего родного города Вроцлав. В 2019 году он присоединился к молодёжной команде «Леха». 9 декабря 2021 года Антчак подписал с клубом профессиональный контракт на три года. Первую игру на профессиональном уровне футболист сыграл 12 февраля 2022, когда вышел на замену в победном матче против клуба «Брук-Бет Термалика».
Перед сезоном 2023/24 Якуб Антчак отправился в аренду в клуб Первой лиги «Одра».

## Карьера в сборной
С 2018 года Якуб Антчак игрок юношеских сборных Польши.

## Достижения
«Лех»
- Чемпион Польши: 2021/22